# Енози

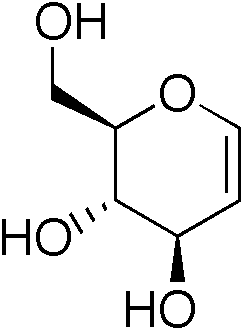
Гекс-1-енопіраноза (тривіальна назва — глюкаль). Гликаль — похідна глюкози.

Енози (англ. enoses) — моносахариди, що мають у скелетному ланцюзі подвійні вуглець-вуглецеві зв'язки. Приклади: ненасичена гексоза — це гексеноза (гекс-1-енопіраноза, похідна D-глюкопіранози.

## Опис
Енози — похідні моносахаридів, що містять подвійний зв'язок вуглець-вуглець в основному ланцюзі. Підкласом еноз є глікалі, що містять у моносахаридному циклі енольний подвійний зв'язок і формально є продуктами елімінування напівацетальної гідроксильної групи та сусіднього атома водню з циклічних форм моносахаридів.